# John Hasbrouck van Vleck
John Hasbrouck van Vleck (anglès: John Hasbrouck Van Vleck)  (Middletown, 13 de març de 1899 - Cambridge, 27 d'octubre de 1980) fou un físic estatunidenc guardonat amb el Premi Nobel de Física l'any 1977 per les seves contribucions a la comprensió del comportament del magnetisme electrònic en els sòlids.

## Biografia

### Educació i primers anys
Va néixer el 13 de març de 1899 a la ciutat de Middletown, situada a l'estat de Connecticut. Van Vleck era fill dels matemàtics Edward Burr Van Vleck i Hester L. Raymond. Va néixer a Middletown, Connecticut, mentre el seu pare era professor ajudant a la Universitat Wesleyan, i on el seu avi, l'astrònom John Monroe Van Vleck, també va ser professor. Va créixer a Madison, Wisconsin, i va rebre un títol AB de la Universitat de Wisconsin el 1920, abans d'obtenir el seu doctorat a la Universitat Harvard el 1922 sota la supervisió d’Edwin C. Kemble.

### Carrera i recerca
Es va incorporar a la Universitat de Minnesota com a professor ajudant el 1923, després es va traslladar a la Universitat de Wisconsin, on tingué com a alumne John Bardeen, i finalment va establir-se a Harvard. També va obtenir el D. Honoris Causa, llicenciat per la Universitat Wesleyana el 1936.
JH Van Vleck va establir els fonaments de la teoria mecànica quàntica del magnetisme, la teoria del camp cristal·lí i la teoria del camp de lligands (enllaç químic en complexos metàl·lics). És considerat com el pare del magnetisme modern.
Durant la Segona Guerra Mundial, JH Van Vleck va treballar en radars al Laboratori de Radiació del MIT. Va estar mig temps al Laboratori de Radiació i mig temps al personal de Harvard. Va demostrar que a uns 1,25 centímetres de longitud d'ona les molècules d'aigua a l'atmosfera provocarien una absorció problemàtica i que a una longitud d'ona de 0,5 centímetres hi hauria una absorció similar per part de les molècules d'oxigen. Això havia de tenir conseqüències importants no només per als sistemes de radar militars (i civils), sinó més tard per a la nova ciència de la radioastronomia.

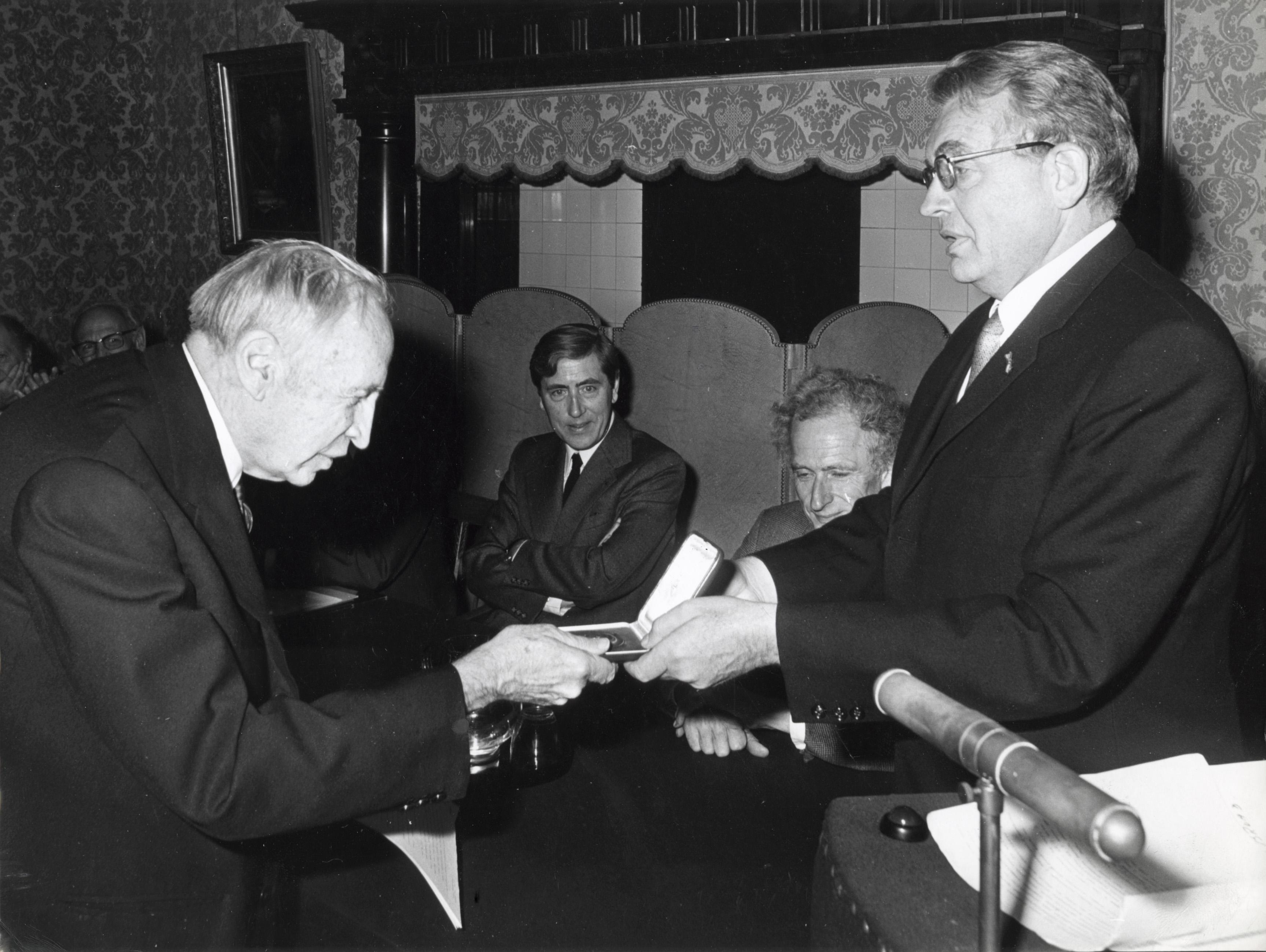
Van Vleck (esquerra) rep la medalla Lorentz de mans d’Hendrik Brugt Gerhard Casimir a la Reial Acadèmia d'Arts i Ciències dels Països Baixos, Amsterdam.

JH Van Vleck va participar en el Projecte Manhattan. El juny de 1942, J. Robert Oppenheimer va dur a terme un estudi d'estiu per confirmar el concepte i la viabilitat d'una arma nuclear a la Universitat de Califòrnia a Berkeley. Hi van assistir vuit científics teòrics, inclòs JH Van Vleck. De juliol a setembre, el grup d'estudi teòric va examinar i va desenvolupar els principis del disseny de la bomba atòmica.
El treball teòric de JH Van Vleck va portar a l'establiment del Laboratori d'Armes Nuclears de Los Alamos. També va formar part del comitè de revisió de Los Alamos el 1943. El comitè, establert pel general Leslie Groves, també estava format per WK Lewis del MIT, president; EL Rose, de Jones & Lamson; EB Wilson de Harvard; i Richard C. Tolman, vicepresident de NDRC. La contribució important del comitè (originada amb Rose) va ser una reducció de la mida de l'arma de disparar per a la bomba atòmica Little Boy, un concepte que va eliminar el pes addicional del disseny i va accelerar la producció de la bomba per al seu llançament eventual sobre Hiroshima. No obstant això, no es va utilitzar per a la bomba Fat Man a Nagasaki, que es basava en la implosió d'una closca de plutoni per assolir la massa crítica.
El filòsof i historiador de la ciència Thomas Kuhn va completar un doctorat en física sota la supervisió de Van Vleck a Harvard.
Des de 1951, Van Vleck va ser professor Hollis de Matemàtiques i Filosofia Natural a Harvard. Simultàniament, va ocupar el primer deganat de la Divisió d'Enginyeria i Física Aplicada de Harvard fins a 1957.
El 1961/62 va ser professor visitant de George Eastman a la Universitat d'Oxford i va ocupar una càtedra al Balliol College.
El 1950 esdevingué membre estranger de la Reial Acadèmia d'Arts i Ciències dels Països Baixos. Va ser guardonat amb la Medalla Nacional de la Ciència el 1966 i la Medalla Lorentz el 1974. Per les seves contribucions a la comprensió del comportament dels electrons en els sòlids magnètics, Van Vleck va rebre el Premi Nobel de Física 1977, juntament amb Philip W. Anderson i Sir Nevill Mott. Les transformacions de Van Vleck, el paramagnetisme de Van Vleck i la fórmula de Van Vleck reben el seu nom.
Van Vleck va morir a Cambridge, Massachusetts, als 81 anys

## Vida personal
JH Van Vleck va conèixer Abigail Pearson, estudiant de la Universitat de Minnesota, durant la seva càtedra allà, i s'hi va casar el 10 de juny de 1927. Ell i la seva dona Abigail també van ser importants col·leccionistes d'art, especialment en el mitjà de gravats en xilografia japonesos (principalment Ukiyo-e), coneguda com a Col·lecció Van Vleck. Va ser heretat del seu pare Edward Burr Van Vleck. Van donar la col·lecció al Museu d'Art Chazen de Madison, Wisconsin a la Dècada del 1980.

## Recerca científica

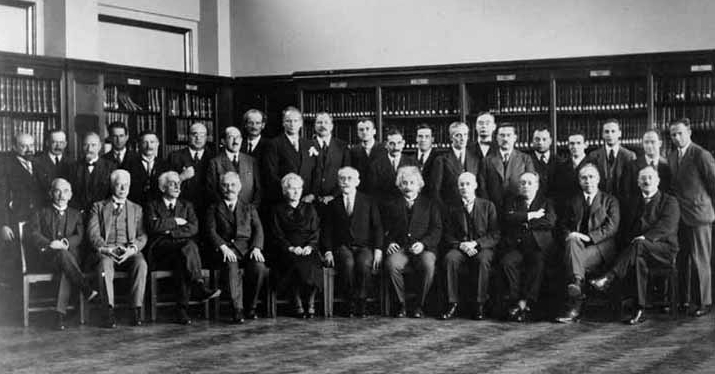
Sisena conferència Solvay (1930). Podem veure John Hasbrouck van Vleck el tercer de la fila posterior per la dreta, enmig de Yakov Dorfman i Enrico Fermi

Van Vleck va desenvolupar les teories fonamentals de la mecànica quàntica del magnetisme i de la vinculació en els complexos del metall.
Vleck va participar en el projecte Manhattan servint en el Comitè Científic de Los Alamos (Nou Mèxic) l'any 1943. Aquest comitè decidí reduir la grandària de l'arma nuclear i accelerar la producció de la bomba per al seu llançament sobre la ciutat japonesa d'Hiroshima.
El 1977, fou guardonat amb el Premi Nobel de Física, juntament amb Philip Warren Anderson i Nevill Francis Mott, per les seves investigacions sobre el ferromagnetisme i la superconductivitat.

## Premis i honors
Van Vleck va ser elegit membre de l'Acadèmia Americana de les Arts i les Ciències el 1934, l'Acadèmia Nacional de Ciències dels Estats Units el 1935, i l'American Philosophical Society el 1939. Va rebre el premi Irving Langmuir el 1965, la medalla nacional de la ciència el 1966 i el 1967 va ser elegit membre estranger de la Royal Society (ForMemRS). Va rebre la medalla Elliott Cresson el 1971, la medalla Lorentz el 1974 i el Premi Nobel de Física el 1977.

## Publicacions
- L'absorció de radiació per òrbites periòdiques multiplicades i la seva relació amb el principi de correspondència i la llei de Rayleigh-Jeans. Part I. Algunes extensions del principi de correspondència, Revisió física, vol. 24, número 4, pp. 330–346 (1924)

- L'absorció de radiació per òrbites periòdiques multiplicades i la seva relació amb el principi de correspondència i la llei de Rayleigh-Jeans. Part II. Càlcul de l'absorció per òrbites periòdiques multiplicades, Revisió física, vol. 24, número 4, pp. 347–365 (1924)

- La interpretació estadística de diverses formulacions de la mecànica quàntica, Revista de l'Institut Franklin, vol. 207, número 4, pp. 475–494 (1929)

- Principis quàntics i espectres de línies, (Bulletin of the National Research Council; v. 10, pt 4, núm. 54, 1926)

- La teoria de les susceptibilitats elèctriques i magnètiques (Oxford a Clarendon, 1932).

- Mecànica quàntica, La clau per comprendre el magnetisme, Conferència Nobel, 8 de desembre de 1977

- The Correspondence Principle in the Statistical Interpretation of Quantum Mechanics Proceedings of the National Academy of Sciences of USA, vol. 14, pp. 178–188 (192)